# Official Live: 101 Proof
Official Live: 101 Proof — первый и единственный концертный альбом американской грув-метал-группы Pantera, вышедший 14 июля 1997 года на лейбле East West Records.
Первые 14 песен — это записи концертных исполнений песен, выпущенных на предыдущих альбомах, начиная с Cowboys from Hell. Последние две — «Where You Come From» и «I Can’t Hide», были впервые представлены на этом альбоме.
14 мая 1999 года — альбом получил статус золотого.
Альбом занял 15-е место в чарте The Billboard 200.

## Список композиций
1. «New Level» — 4:24
2. «Walk» — 5:50
3. «Becoming» — 3:59
4. «5 Minutes Alone» — 5:36
5. «Sandblasted Skin» — 4:29
6. «Suicide Note Pt. 2» — 4:20
7. «War Nerve» — 5:21
8. «Strength Beyond Strength» — 3:37
9. «Dom/Hollow» — 3:43
10. «This Love» — 6:57
11. «I’m Broken» — 4:27
12. «Cowboys from Hell» — 4:35
13. «Cemetery Gates» — 7:53
14. «Hostile» — 3:56
15. «Where You Come From» — 5:11
16. «I Can’t Hide» — 2:16

## Участники записи
- Филип Ансельмо — вокал
- Даймбэг Даррелл — гитара
- Рекс Браун — бас
- Винни Пол — барабаны
- Продюсеры и микширование — Винни Пол и Даймбэг Даррелл
- Ted Jensen — мастеринг
- John Falls — фото на обложке
- Мастеринг — Sterling Sound